# Пригородное (Атбасарский район)
Пригородное (каз. Пригородное) — упразднённое село в Атбасарском районе Акмолинской области Казахстана. Входило в состав Садового сельского округа. Находилось на берегу реки Жыланды. Ликвидировано в 2017 году.

## Население
В 1989 году население села составляло 94 человек (из них казахов 34%, русских 31%).
В 1999 году население села составляло 180 человек (130 мужчин и 50 женщин).
| Численность населения | Численность населения | Численность населения |
| 1989                  | 1999                  | 2009                  |
| --------------------- | --------------------- | --------------------- |
| 94                    | ↗180                  | ↘42                   |
| 2023                  |                       |                       |
| ↘0                    |                       |                       |